# Ndzingeni
Ndzingeni är en inkhundla i Hhohho i Swaziland. Den har en yta på 290,55 kvadratkilometer, och den hade 19 115 invånare år 2007.